# پرنگاوور (ترستنیک)
پرنگاوور (به صربی: Prnjavor) یک منطقهٔ مسکونی در صربستان است که در Trstenik واقع شده‌است. پرنگاوور ۳۱۸ نفر جمعیت دارد.